# Special Olympics Bonaire
Special Olympics Bonaire (englisch: Special Olympics Bonaire) ist der bonairische Verband von Special Olympics International, der weltweit größten Sportbewegung für Menschen mit geistiger Beeinträchtigung und Mehrfachbeeinträchtigung. Ziel ist die sportliche Förderung dieser Personengruppe und die Sensibilisierung der Gesellschaft für sie. Außerdem betreut der Verband die bonairischen Athletinnen und Athleten bei den Special Olympics Wettbewerben.

## Geschichte
Special Olympics Bonaire wurde in den späten 1970er Jahren gegründet.

## Aktivitäten
2021 waren 8 Trainer bei Special Olympics Bonaire registriert.
Der Verband nahm 2022 an den Programmen Law Enforcement Torch Run (LETR), Athlete Leadership, Healthy Athletes, Young Athletes  und Unified Sports teil, die von Special Olympics International ins Leben gerufen worden waren.

### Sportarten
Folgende Sportarten wurden 2022 vom Verband angeboten: 
- Boccia (Special Olympics)
- Leichtathletik (Special Olympics)
- Schwimmen (Special Olympics)

### Teilnahme an Weltspielen
- 2011: Special Olympics World Summer Games, Athen
- 2013: Special Olympics World Winter Games, PyeongChang, Südkorea
- 2015: Special Olympics World Summer Games, Los Angeles, USA (12 Athletinnen und Athleten)
- 2019: Special Olympics World Summer Games, Abu Dhabi (12 Athletinnen und Athleten)[2]
- 2023: Special Olympics World Summer Games, Berlin